# James Jebusa Shannon

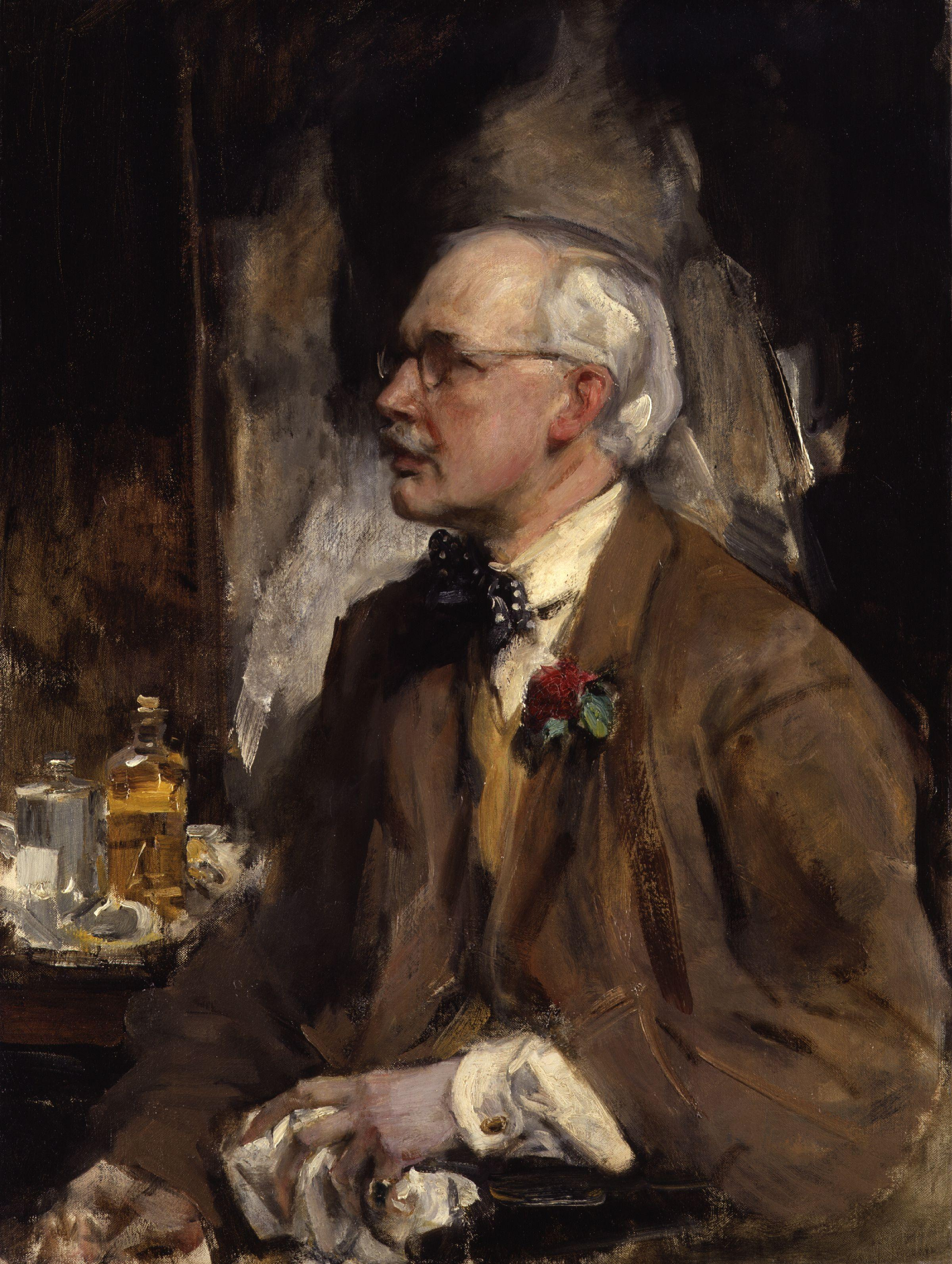
James Jebusa Shannon, självporträtt.

James Jebusa Shannon, född den 3 februari 1862 i Auburn, New York, död den 23 april 1923 i London, var en engelsk målare.
Shannon, som kom till London 1878, studerade för Poynter. Han är elegant och raffinerad såväl i sina porträtt av damer och barn som i sina övriga figurmålningar (På trappan, Stockholmsutställningen 1897, Djungelboken – en vitklädd dam föreläser för två små vitklädda flickor, världsutställningen 1900 i Paris, Den blå rosetten, 1909, Glyptoteket i Köpenhamn).